# Velike Brusnice
Velike Brusnice je naselje u slovenskoj Općini Novom Mestu. Velike Brusnice se nalazi u pokrajini Dolenjskoj i statističkoj regiji Jugoistočnoj Sloveniji. 

## Stanovništvo
Prema popisu stanovništva iz 2002. godine naselje je imalo 498 stanovnika.